# آلدرلی، کوئینزلند
آلدرلی (به انگلیسی: Alderley) یک حومه شهر در استرالیا است که در کوئینزلند واقع شده‌است.